# Føroyar - Færøerne
Føroyar - Færøerne er en dansk dokumentarfilm fra 1961 instrueret af Jørgen Roos og efter manuskript af William Heinesen.

## Handling
Filmen skildrer Færøerne omkring 1960, et lille samfund, som på trods af den store udvikling, der er sket inden for handel og industri, har bevaret forbindelsen med fortiden, med de gamle skikke og den gamle levevis. Filmen følger fem mænd, medlemmer af besætningen på samme trawler, fra de bryder op fra deres hjem fem forskellige steder på Færøerne, og indtil de efter lange og besværlige rejser mødes i hovedstaden Torshavn for at sætte til havs med trawleren.